# Трофео Ривьера делла Версилья
Трофео Ривьера делла Версилья (итал. Trofeo Riviera Della Versilia) — шоссейная однодневная велогонка, проходившая по территории Италии с 1999 по 2006 год.

## История
Гонка была создана в 1999 году и изначально проходила в рамках национального календаря.
В 2003 году вошла в Женский мировой шоссейный календарь UCI. После 2006 года больше не проводилась.
Маршрут гонки проходил в Версильи области Тоскана. Дистанция включала несколько подъёмов со средним градиентом 6%. Протяжённость дистанции была от 85 до 100 км.
Рекордсменкой с двумя победами стала белоруска Зинаида Стагурская.

## Призёры
| Год  | Победитель             | Второй             | Третий                |
| ---- | ---------------------- | ------------------ | --------------------- |
| 1999 | Алессандра Каппеллотто | Даниела Веронези   | Жоан Сомарриба        |
| 2000 | Симона Паренте         | Зинаида Стагурская | Эдита Пучинскайте     |
| 2001 | Зинаида Стагурская     | Мирьям Мельхерс    | Эдита Пучинскайте     |
| 2002 | Вера Каррара           | Сара Феллони       | Хантал Белтман        |
| 2003 | Зинаида Стагурская     | Ойнон Вуд          | Эдита Пучинскайте     |
| 2004 | Джованна Тролди        | Малгожата Высоцкая | Катя Лонгин           |
| 2005 | Наталия Качалка        | Ноэми Кантеле      | Зинаида Стагурская    |
| 2006 | Ольга Слюсарева        | Джорджа Бронцини   | Модеста Вжесняускайте |